# Accipio omen
La locuzione latina accipio omen (lett. "[ne] traggo un presagio"), o anche placet omen, è una locuzione con la quale si esprime il desiderio che un determinato presagio si avveri. Citata nel De Viris Illustribus di Lhomond (1775) è la storia di Lucio Emilio Paolo Macedonico, la cui figlioletta gli comunicò la morte della propria cagnolina Persea. Poiché stava preparando la guerra al re Perseo di Macedonia, Lucio Emilio consolò la figlia affermando trattarsi di un presagio: "Accipio omen," inquit, "mea filia." (Lhomond, 45.6).
La locuzione contraria è absit omen (o non ad me pertinet, letteralmente "non mi riguarda").